# Paul Halla
Paul Halla   (Graz, 10 d'abril de 1931 - Viena, 6 de desembre de 2005) fou un futbolista austríac de la dècada de 1950.
Fou 34 cops internacional amb la selecció de futbol d'Àustria amb la qual participa als Mundials de 1954 i 1958. Pel que fa a clubs, destacà a SK Sturm Graz, Grazer AK and SK Rapid Wien.